# What Are You Doing Tonight?
"What Are You Doing Tonight?" är en sång av Tomas Ledin från 1983. Den finns med på hans elfte album Captured (1983) men utgavs också som singel samma år.
Den spelades in i Polar Studios, precis som b-sidan "Living with the Bomb", med Ledin som producent. Singeln gavs ut i två olika format, 7" och 12". På den senare hade titelspåret mixats om ("Super Dance Music Mix"). B-sidan, "Living with the Bomb", var densamma på båda utgåvorna och var sedan tidigare outgiven.
Låten finns även med på livealbumet En galen kväll (1985), Ett samlingsalbum (1990), nyutgåvan av Captured (1992),  och samlingsalbumet Festen har börjat (2001). Den har inte spelats in av någon annan artist.

## Låtlista

### 7"
1. "What Are You Doing Tonight?" – 3:53
2. "Living with the Bomb" – 3:00

### 12"
1. "What Are You Doing Tonight?" (Super Dance Music Mix) – 8:56
2. "Living with the Bomb" – 3:00

## Listplaceringar
| Lista (1983) | Topplacering |
| ------------ | ------------ |
| Sverige      | 8            |

### Fotnoter
1. 1 2 3  ”Tomas Ledin”. Svensk mediedatabas. Arkiverad från originalet den 25 juli 2014. https://web.archive.org/web/20140725173941/http://smdb.kb.se/catalog/search?q=Tomas+Ledin&x=0&y=0. Läst 15 januari 2013.
2. ↑  ”Living with the Bomb”. Discogs.com. http://www.discogs.com/Tomas-Ledin-What-Are-You-Doing-Tonight/release/347675. Läst 16 januari 2013.
3. ↑  Placeringar på den svenska singellistan